# Väggur

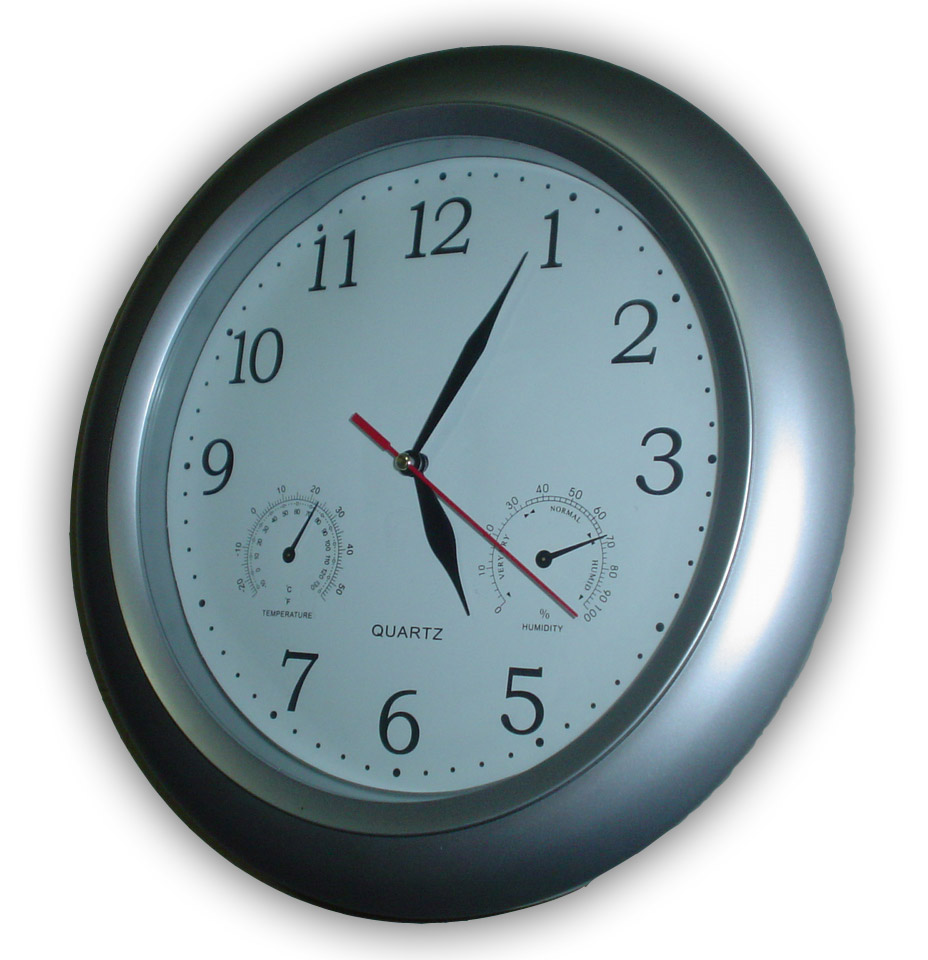
Modernt väggur.

Ett väggur är ett slags ur som hänger på väggen. Ordet används för såväl moderna och aktuella modeller, som klassiska och/eller antika typer, till exempel gökur och pendelur för väggmontering.

## Bilder

Äldre väggur
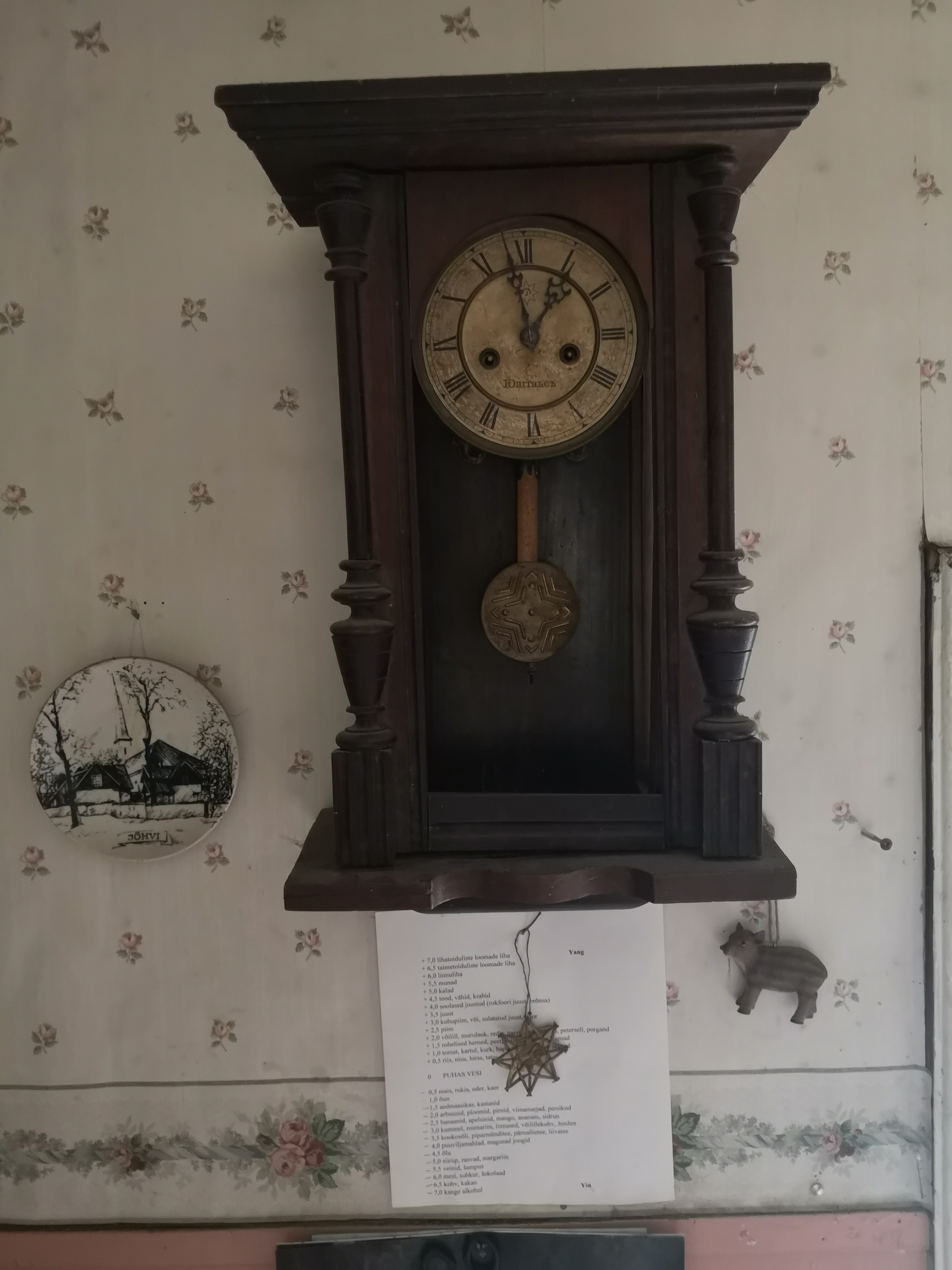
Utsidan av ett äldre väggur.
- Mekamismen i ett äldre väggur.